# Mirojedowo
Mirojedowo (ros. Мироедово) – wieś (ros. деревня, trb. dieriewnia) w zachodniej Rosji, w osiedlu wiejskim Mierlinskoje rejonu krasninskiego w obwodzie smoleńskim.

## Geografia
Miejscowość położona jest w dorzeczu Dniepru, 1,5 km od drogi federalnej R135 (Smoleńsk – Krasnyj – Gusino), 11,5 km od centrum administracyjnego osiedla wiejskiego (Mierlino), 9,5 km od centrum administracyjnego rejonu (Krasnyj), 42,5 km od Smoleńska, 9,5 km od najbliższej stacji kolejowej (Gusino).

## Demografia
W 2010 r. miejscowość nie posiadała mieszkańców.